# José Escalante
José Alberto Escalante Rápalo (Tegucigalpa, 29 maggio 1995) è un ex calciatore honduregno, di ruolo centrocampista.

## Palmarès

### Club

#### Competizioni nazionali
- Campionato honduregno: 5

Olimpia: Apertura 2012, Clausura 2012, Apertura 2013, Clausura 2013, Clausura 2014